# مونشاین (ایلینوی)
مونشاین (به انگلیسی: Moonshine) یک منطقهٔ مسکونی در ایالات متحده آمریکا است که در ایلینوی واقع شده‌است. مونشاین ۲ نفر جمعیت دارد.